# Sturzkampfgeschwader 1
Sturzkampfgeschwader 1 (dobesedno slovensko: Bližinskobojni polk 1; kratica StG 1) je bil jurišni (strmoglavni jurišnik) letalski polk (Geschwader) v sestavi nemške Luftwaffe med drugo svetovno vojno.
Novembra 1943 je bil polk preimenovan v Schlachtgeschwader 1.

## Organizacija
- štab
- I. skupina
- II. skupina
- III. skupina

## Vodstvo polka
Poveljniki polka (Geschwaderkommodore)
- Oberst Walter Hagen: 18. november 1939
- Oberstleutnant Gustav Preßler: 1. april 1943